# Małgorzata Gableta
Małgorzata Elżbieta Gableta – polska inżynier, dr hab. nauk ekonomicznych, profesor zwyczajny Wyższej Szkoły Handlowej we Wrocławiu, Instytutu Nauk Ekonomicznych Wydziału Inżynieryjno-Ekonomiczny Uniwersytetu Ekonomicznego we Wrocławiu i Wyższej Szkoły Informatyki i Zarządzania „Copernicus” we Wrocławiu.

## Życiorys
W 1970 ukończyła studia w Wyższej Szkole Ekonomiczna we Wrocławiu. Obroniła pracę doktorską, w 1989 habilitowała się na podstawie pracy zatytułowanej Normowanie pracy jako narzędzie zarządzania przedsiębiorstwem. 16 stycznia 2004 nadano mu tytuł profesora w zakresie nauk ekonomicznych. Objęła funkcję profesora zwyczajnego w Wyższej Szkole Handlowej we Wrocławiu, w Instytucie Nauk Ekonomicznych na Wydziale Inżynieryjnym i Ekonomicznym Uniwersytetu Ekonomicznego we Wrocławiu i w Wyższej Szkole Informatyki i Zarządzania „Copernicus” we Wrocławiu.
Była kierownikiem w Katedrze Pracy i Stosunków Przemysłowych na Wydziale Inżynieryjnym i Ekonomicznym Akademii Ekonomicznej im. Oskara Langego we Wrocławiu i w Katedrze Zarządzania na Wydziale Ekonomicznym i Menedżerskim Wyższej Szkole Handlowej we Wrocławiu.
Piastuje stanowisko członka Komitetu Nauk o Pracy i Polityce Społecznej na I Wydziale Nauk Humanistycznych i Społecznych Polskiej Akademii Nauk.